# Aquatic Park Historic District

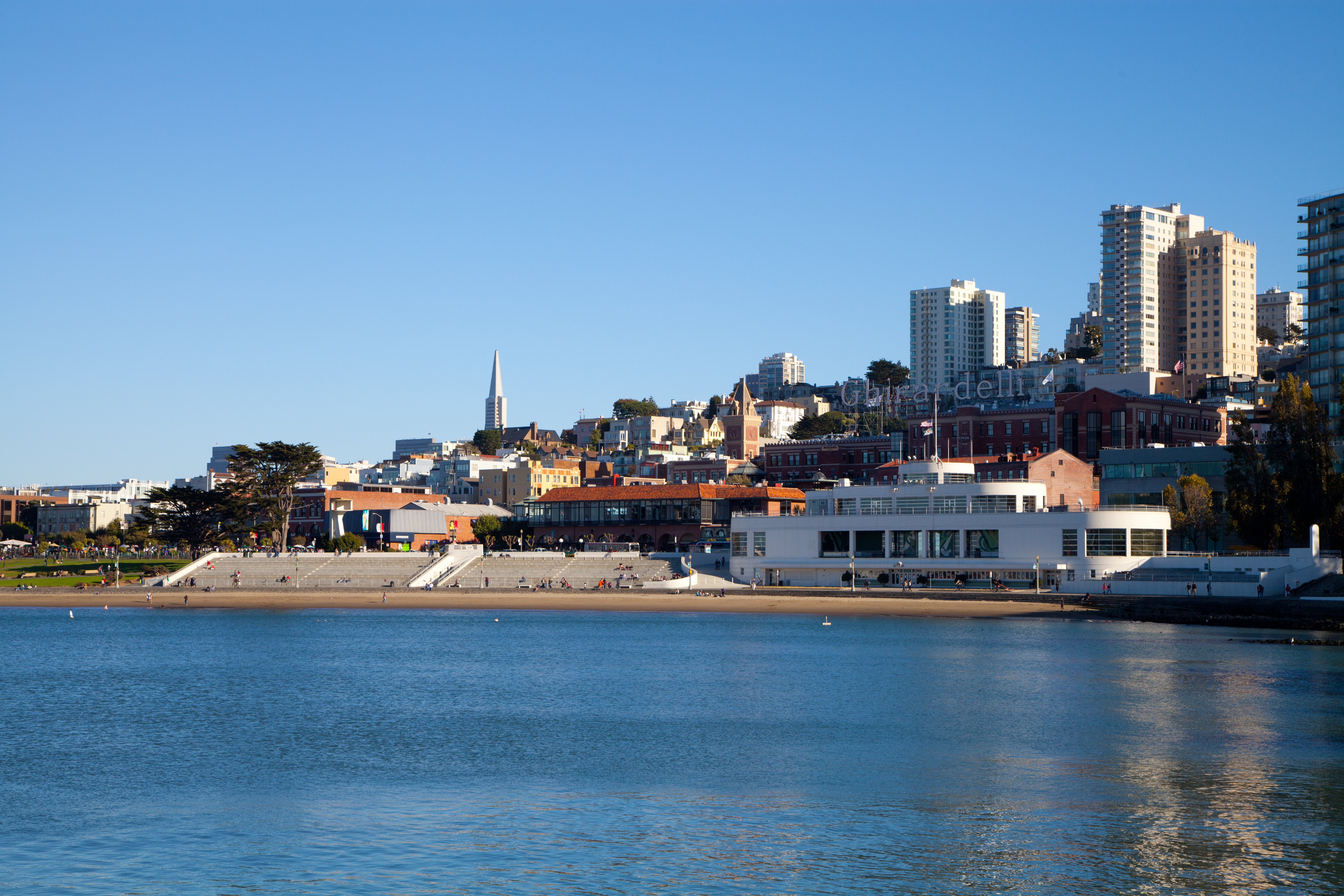
Het Aquatic Park Historic District. Het witte gebouw is het San Francisco Maritime Museum.

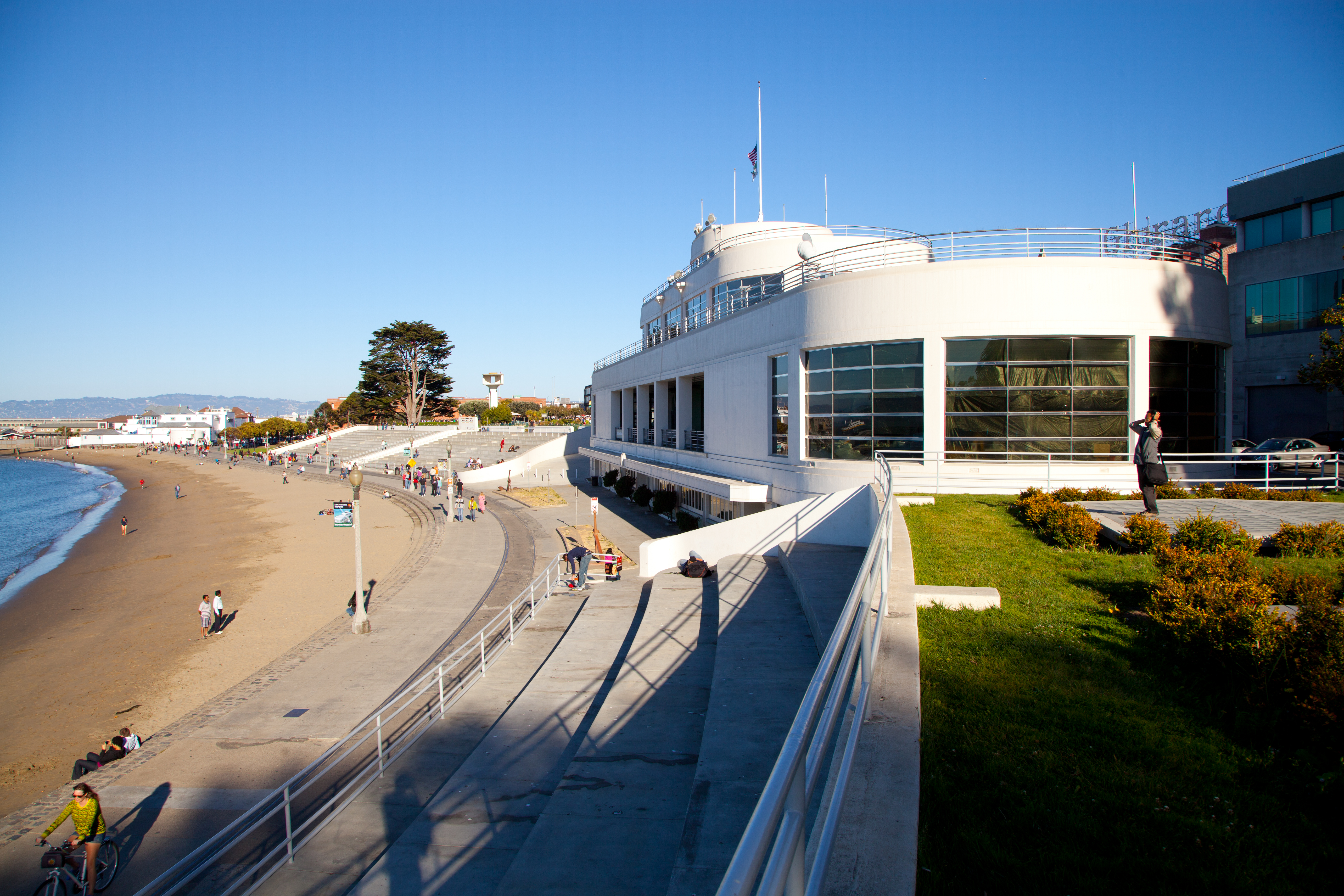
Het museum en het strand ervoor.

Het Aquatic Park Historic District is een gebouwencomplex en historisch district aan de oever van de Baai van San Francisco in de Californische stad San Francisco. Het district is sinds 1987 erkend als National Historic Landmark en bevindt zich bovendien in het San Francisco Maritime National Historical Park.
Het Aquatic Park Historic District omvat een strand, openbaar badhuis, pier, toiletten, snackbars en -kraampjes, stadia en twee luidsprekertorens. Het San Francisco Maritime Museum is gehuisvest in een voormalig badhuis in Streamline Moderne/late art-deco-stijl, dat in de jaren 30 door de WPA werd gebouwd.
Voor het museum ligt een artificiële lagune met strand. De lagune wordt omgeven door de hoefijzervormige gemeentelijke pier in het westen en Hyde Street Pier in het oosten. Ten zuiden van de lagune is er een grassig gebied dat bekendstaat als Victorian Park. De draaischijf van de Hyde Street-kabeltram bevindt zich daar. Hyde Street Pier, dat wel deel uitmaakt van het San Francisco Maritime National Historical Park, behoort echter niet tot het Aquatic Park Historic District. Fort Mason ligt direct ten westen van het historisch district.